# باتری حالت جامد

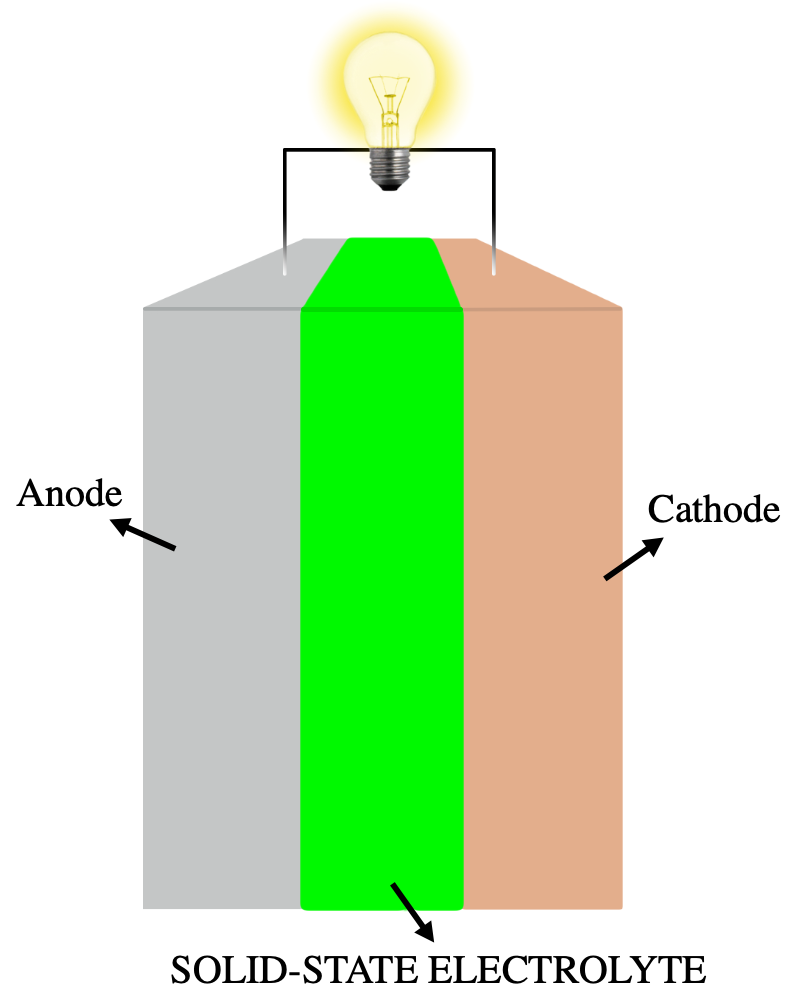
نمای شماتیک باتری حالت جامد

باتری حالت جامد یک فناوری باتری است که از الکترودهای جامد و الکترولیت جامد به جای الکترولیت‌های ژل مایع یا پلیمری موجود در باتری‌های یون‌لیتیوم یا لیتیوم پلیمر استفاده می‌کند.
با این که الکترولیت‌های جامد برای اولین بار در قرن نوزدهم کشف شدند، چندین مشکل، مانند چگالی انرژی پایین، مانع از کاربرد گسترده آن شده‌ است. تحولات در اواخر قرن بیستم و اوایل قرن بیست و یکم باعث علاقه مجدد به فناوری باتری‌های حالت جامد، به ویژه در زمینه وسایل نقلیه الکتریکی، از دهه ۲۰۱۰ شد.
باتری‌های حالت جامد می‌توانند برای بسیاری از مشکلات باتری‌های لیتیوم یون مایع، مانند اشتعال‌پذیری، ولتاژ محدود، تشکیل فاز بین‌فاز الکترولیت جامد ناپایدار، عملکرد ضعیف چرخه‌ای و قدرت، راه‌حل‌های بالقوه‌ای را ارائه دهند.
مواد پیشنهادی برای استفاده به عنوان الکترولیت‌های جامد در باتری‌های حالت جامد شامل سرامیک‌ها (مانند اکسیدها، سولفیدها، فسفات‌ها) و پلیمرهای جامد هستند. باتری‌های حالت جامد در ضربان سازها، RFID و دستگاه‌های پوشیدنی کاربرد پیدا کرده‌اند. آنها به‌طور بالقوه ایمن‌تر و دارای چگالی ذخیره انرژی بیشتر هستند اما هزینه بسیار گران‌تری دارند. به هر حال برتری قابل قبول آن شامل چگالی انرژی و توان، دوام، سرعت شارژ بالا، هزینه‌های مواد، حساسیت و پایداری است.